# Reapropiació
La reapropiació (també coneguda com a projectes de reclamació) és el procés cultural mitjançant el qual certs grups reclamen o es reapropien de termes, símbols i artefactes que es van usar anteriorment per discriminar-los. Per exemple, dins de l'anglès certs termes com nigga ("negre" en un sentit despectiu), queer, bitch ("gossa"), slut ("puta"), que històricament han estat usats com a qualificatius despectius. Els dos últims mots, sexistes pejoratius contra les dones, s'han usat posteriorment per al·ludir dones fortes i independents, així com a dones hipersexuals i sexualment alliberades.